# Podštirovnik
Podštirovnik (en serbe cyrillique : Подштировник) est un village de Bosnie-Herzégovine. Il est situé sur le territoire de la ville de Trebinje et dans la république serbe de Bosnie. Selon les premiers résultats du recensement bosnien de 2013, il compte 25 habitants.

## Géographie
Le village est situé à l'ouest des monts Orjen, à la fois à la frontière entre la Bosnie-Herzégovine et la Croatie et à la frontière entre la Bosnie-Herzégovine et le Monténégro.
Le village est entouré par les localités suivantes :
|                                                  | Ubla                                               |      |
| Grab Dubravka (municipalité de Konavle, Croatie) | Podštirovnik                                       | Ubla |
|                                                  | Sutorina (municipalité de Herceg Novi, Monténégro) |      |

## Démographie

### Évolution historique de la population dans la localité
| 1948 | 1953 | 1961 | 1971 | 1981 | 1991 | 2013 |
| ---- | ---- | ---- | ---- | ---- | ---- | ---- |
| -    | -    | 192  | 165  | 92   | 39   | 25   |

|  |

### Répartition de la population par nationalités (1991)
En 1991, les 39 habitants du village étaient tous serbes.